# Есперанс (Західна Австралія)
Есперанс (англ. Esperance) — місто в регіоні Голдфілдс-Есперанс у штаті Західна Австралія, на березі Південного океану у 720 км на південний схід від столиці штату, міста Перт. Населення Есперансу становить 9 919 (перепис 2011 року). Його основними галузями промисловості є туризм, сільське господарство і рибна промисловість. Центр однойменного округу.

## Клімат
Місто знаходиться у зоні, котра характеризується середземноморським кліматом. Найтепліший місяць — січень із середньою температурою 21.1 °C (70 °F). Найхолодніший місяць — липень, із середньою температурою 12.8 °С (55 °F).
| Клімат Есперанса        | Клімат Есперанса | Клімат Есперанса | Клімат Есперанса | Клімат Есперанса | Клімат Есперанса | Клімат Есперанса | Клімат Есперанса | Клімат Есперанса | Клімат Есперанса | Клімат Есперанса | Клімат Есперанса | Клімат Есперанса | Клімат Есперанса |
| Показник                | Січ.             | Лют.             | Бер.             | Квіт.            | Трав.            | Черв.            | Лип.             | Серп.            | Вер.             | Жовт.            | Лист.            | Груд.            | Рік              |
| Абсолютний максимум, °C | 44               | 46               | 42               | 40               | 34               | 26               | 27               | 29               | 34               | 41               | 42               | 44               | 46               |
| Середній максимум, °C   | 26               | 26               | 25               | 23               | 20               | 17               | 17               | 17               | 19               | 21               | 22               | 25               | 21               |
| Середня температура, °C | 21               | 21               | 20               | 18               | 15               | 13               | 12               | 13               | 14               | 16               | 17               | 19               | 17               |
| Середній мінімум, °C    | 15               | 16               | 15               | 13               | 10               | 8                | 8                | 8                | 9                | 10               | 12               | 14               | 11               |
| Абсолютний мінімум, °C  | 8                | 7                | 7                | 5                | 2                | 2                | 2                | 2                | 2                | 3                | 5                | 7                | 2                |
| Норма опадів, мм        | 10               | 20               | 20               | 40               | 70               | 80               | 90               | 80               | 50               | 50               | 30               | 10               | 610              |
| ----------------------- | ---------------- | ---------------- | ---------------- | ---------------- | ---------------- | ---------------- | ---------------- | ---------------- | ---------------- | ---------------- | ---------------- | ---------------- | ---------------- |
| Джерело: Weatherbase    |                  |                  |                  |                  |                  |                  |                  |                  |                  |                  |                  |                  |                  |